# Stydyń Wielki
Stydyń Wielki (ukr. Великий Стидин) – wieś w rejonie kostopolskim obwodu rówieńskiego. W II Rzeczypospolitej miejscowość była siedzibą gminy wiejskiej Stydyń w powiecie rówieńskim, a od 1 stycznia 1925 r. kostopolskim województwa wołyńskiego. Wieś liczy 663 mieszkańców.
W okresie międzywojennym funkcjonowała tu szkoła powszechna.
W czasie okupacji niemieckiej mieszkające tutaj polskie małżeństwo, Dionizy i Albina Przybyszewscy, ukrywało Żydów. W maju 1943 roku kryjówka została odnaleziona przez Ukraińców w służbie niemieckiej i Żydzi oraz Dionizy Przybyszewski zostali zabici. Albina Przybyszewska zdołała uciec do Sarn, gdzie wraz z rodziną zgłosiła się do pracy w Niemczech. Wraz z nią do Rzeszy wyjechały dwie Żydówki, które Przybyszewska przedstawiła jako członków swojej rodziny. Kobiety przetrwały w Niemczech (Chemnitz) do końca wojny. W 1988 roku Instytut Jad Waszem uhonorował Albinę Kusek (primo voto Przybyszewską) tytułem Sprawiedliwej wśród Narodów Świata. W 1999 roku tytuł ten otrzymał pośmiertnie Dionizy Przybyszewski.

## Linki zewnętrzne

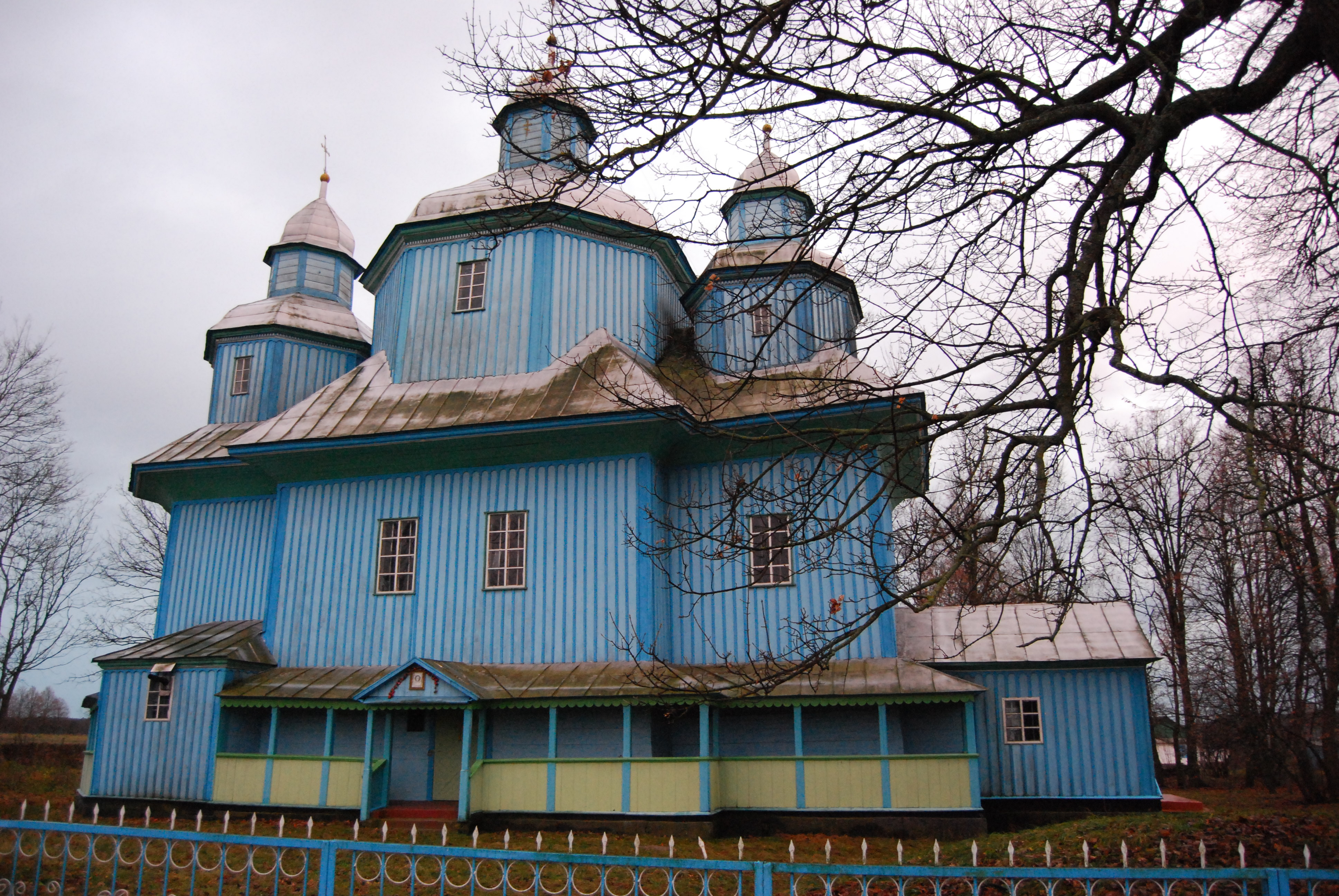
Cerkiew prawosławna w Stydyniu Wielkim